# 27524 Clousing
27524 Clousing è un asteroide della fascia principale. Scoperto nel 2000, presenta un'orbita caratterizzata da un semiasse maggiore pari a 2,6116264 au e da un'eccentricità di 0,1409596, inclinata di 7,57915° rispetto all'eclittica.